# Тикамацу Мондзаэмон
Тикамацу Мондзаэмон (яп. 門左衛門 近松, 1653-1725) — японский драматург. Настоящее имя — Сугимори Нобумори (яп. 杉森 信盛).

## Биография
Тикамацу родился в 1653 году предположительно в самурайской семье. Получил хорошее образование. Вместе с отцом, который стал ронином, переехал во второй половине 1660-х годов в Киото.
В течение 20 лет сотрудничал с киотским театром кабуки и его ведущим актёром Сакатой Тодзюро (1647-1709). В 1705 году прекратил писать для театра кабуки и отправился в Осаку, где писал пьесы для кукольного театра бунраку «Такэмотодза», которым руководил Такэмото Гидаю.
В общей сложности, написал около 20 пьес для театра кабуки и больше 100 для театра бунраку.

## Сочинения
- «Ёцуги Сога» (1683; театр «Такэмотодза», Киото) — первая пьеса
- «Победоносный Кагэкиё» (1686, театр «Такэмотодза») — историческая драма
- «Двойное самоубийство в Сонэдзаки» (Сонэдзаки синдзю, 1703) — первая бытовая драма-сэвамоно Тикамицу
- «Юки-онна гомай хагоита» (1705) — историческая трагедия
- «Ночная песня погонщика Ёсаку из Тамба» (1708)
- «Самоубийство влюблённых, или Очиток» ( Синдзю маннэнсо ( маннэнгуса), 1708)
- «Гонец в преисподнюю» (Мэйдо-но-хикяку, 1711) — бытовая драма. На её основе построен один из сюжетов фильма Такэси Китано «Куклы».
- «Копьеносец Гондза в двойном плаще» (1717)
- «Девушка из Хаката в пучине бедствий» (1718)
- «Битвы Коксинги» (Кокусэнъя кассэн, 1715) — историческая драма-дзидаймоно
- «Сога кайкэйдзан» (1718) — историческая трагедия
- «Хэйкэ него-но сима» (1719) — историческая драма-дзидаймоно
- «Югири-Ава-Наруто» (1720) — бытовая (мещанская) драма
- «Масляный ад» (Онна-гороси абура-дзигоку, 1721)
- «Самоубийство влюблённых на Острове Небесных Сетей» (Синдзю Тэн-но Амидзима, 1720) — бытовая драма-сэвамоно